# Теутелек
Теутелек (рум. Tăutelec) — село у повіті Біхор в Румунії. Входить до складу комуни Четаріу.
Село розташоване на відстані 436 км на північний захід від Бухареста, 12 км на північний схід від Ораді, 126 км на захід від Клуж-Напоки.

## Населення
За даними перепису населення 2002 року у селі проживали 214 осіб.
Національний склад населення села:
| Національність | Кількість осіб | Відсоток |
| -------------- | -------------- | -------- |
| угорці         | 198            | 92,5%    |
| румуни         | 16             | 7,5%     |

Рідною мовою назвали:
| Мова      | Кількість осіб | Відсоток |
| --------- | -------------- | -------- |
| угорська  | 199            | 93,0%    |
| румунська | 15             | 7,0%     |